# پپین (بازیکن فوتبال، زاده ۱۹۵۹)
پپین (انگلیسی: Pepín؛ زادهٔ ۱۵ سپتامبر ۱۹۵۹) بازیکن فوتبال اهل اسپانیا است.
از باشگاه‌هایی که در آن بازی کرده‌است می‌توان به باشگاه فوتبال رایو وایکانو و باشگاه فوتبال اوساسونا اشاره کرد.